# Arrosticini
Gli arrosticini (detti anche rustell', rustelle, rostelle, arrustelle in diversi dialetti abruzzesi) sono spiedini di carne di pecora tipici dell'Appennino, in particolare della cucina abruzzese. Sono strettamente legati alla tradizione pastorale dell'Abruzzo e al conseguente consumo di carne di ovino (castrato o pecora). Gli arrosticini fanno parte dei Prodotti agroalimentari tradizionali abruzzesi. Diffusi in tutta la regione soprattutto a partire dal secondo dopoguerra, il loro luogo d'origine è spesso ricondotto alla fascia sud-orientale del Gran Sasso d'Italia, nella zona dalla Piana del Voltigno, al confine tra le province dell'Aquila, di Teramo e di Pescara. La specialità, esportata fuori dalla regione anche a causa dell'emigrazione in numerosi luoghi tra cui la Liguria, è entrata di diritto anche nella tradizione culinaria di tale regione.

## Storia
Gli arrosticini sono espressione culinaria principalmente della pastorizia stanziale e solo in minor parte della transumanza, pratica per secoli molto diffusa in Abruzzo fino all'avvento della meccanicizzazione agricola nel XX secolo: si narra infatti che essi furono inventati negli anni trenta da due pastori del Voltigno, area montuosa compresa tra Carpineto della Nora, Villa Celiera e Civitella Casanova, che tagliarono carne di pecora vecchia in piccoli pezzi per non sprecare cibo, prendendone anche dalle zone vicine alle ossa dell'animale. I piccoli pezzettini di carne sarebbero diventati spiedini venendo inseriti su bastoncini di legno di “vingh”, una pianta che cresce spontanea lungo le rive del fiume Pescara, per poi essere cucinati alla brace all’aperto. Il metodo di preparazione degli arrosticini, originariamente pensato per cercare di rendere appetibili i tagli di carne meno pregiati, ottenne risultati così apprezzabili da essere applicato ben presto ai tagli migliori.
Secondo la tradizione pastorale il vero arrosticino abruzzese è composto di carne ovina, idealmente di carne di pecora giovane o di castrato. Ad oggi gli arrosticini sono ampiamente consumati anche al di fuori dell'Abruzzo e in alcune zone d'Italia si sono affermati nella vendita di grande distribuzione.

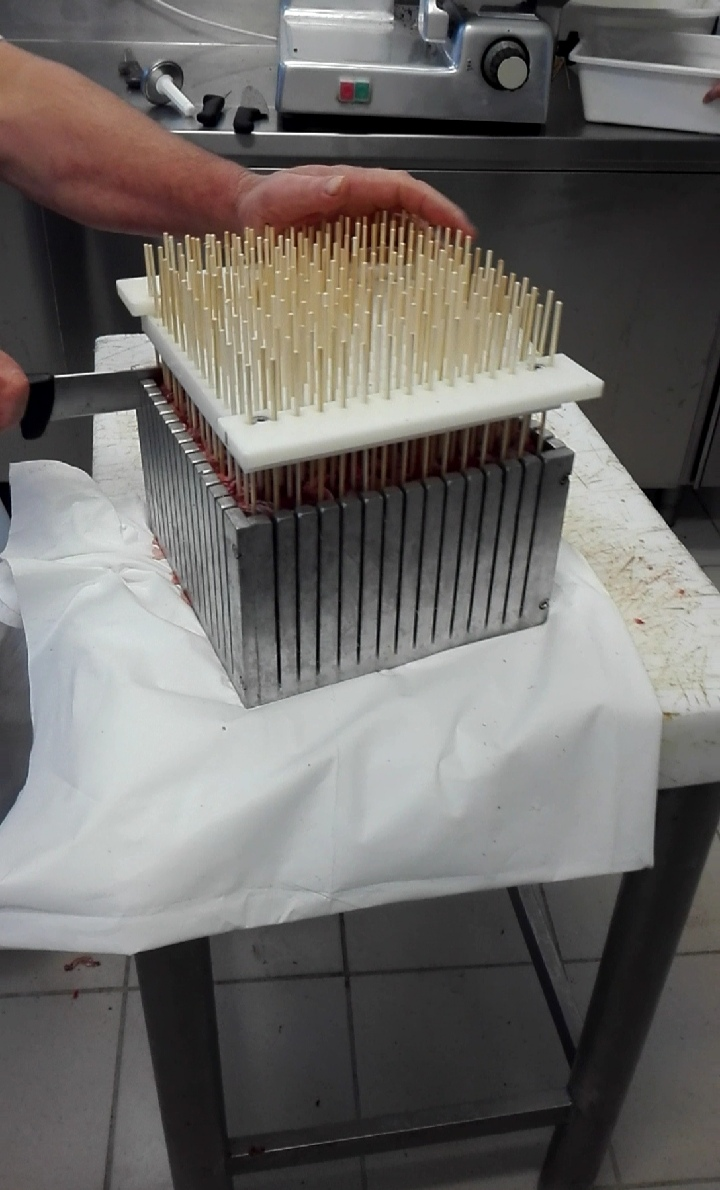
Produzione manuale di arrosticini a tocchetti uniformi

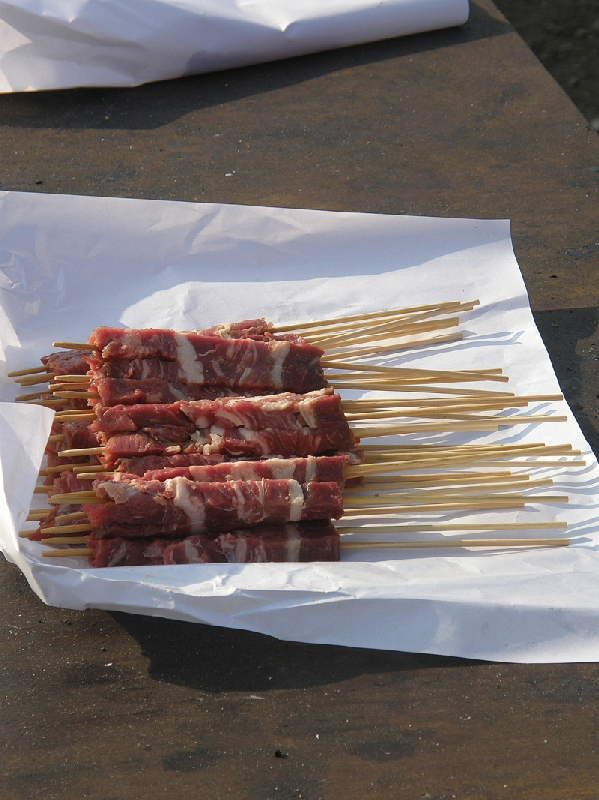
Arrosticini crudi

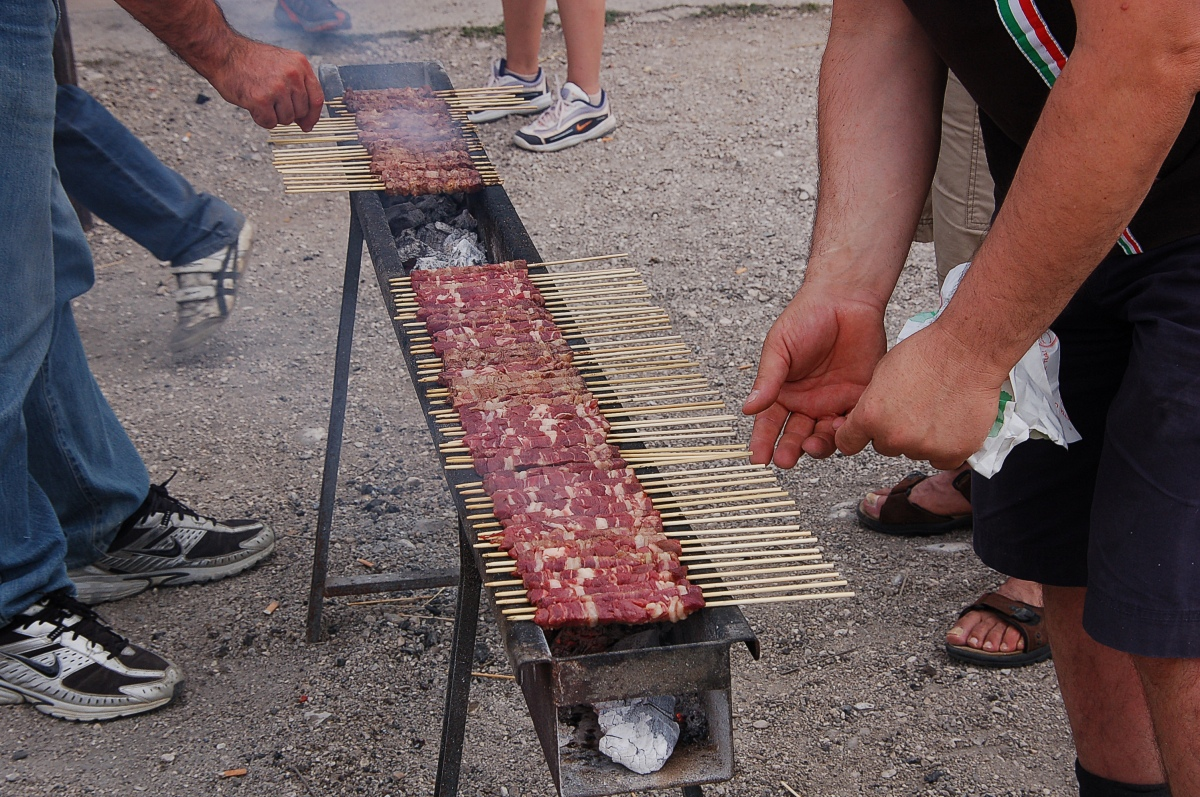
Arrosticini sulla «furnacelle»

## Tipologia
Gli arrosticini di tipo più diffuso sebbene non tradizionali sono quelli uniformi, costituiti da cubetti di carne di circa 1 cm di lato infilati su di uno spiedino di legno (tipicamente di betulla o bambù) lungo circa 20 cm. Sono molto diffuse anche altre varianti in cui la carne è tagliata con il coltello a tocchetti irregolari di varia dimensione interponendo strati di carne molto magra a tocchettini di grasso, sempre di pecora, che li rende morbidi e profumati. Quest'ultimo tipo di arrosticini per risultare apprezzabile necessita di carne di ottima qualità affinché essa possa sostenere una cottura più lunga.
Solitamente il peso di un arrosticino varia tra i 20 e i 30 g.
Con la massiccia diffusione del prodotto a livello regionale e anche al di fuori della regione sono state sviluppate numerose varianti che prevedono l'utilizzo di diversi tipi di carni e modalità di preparazione. Questo è possibile per l'assenza di una denominazione di origine protetta del prodotto, che come da tradizione deve essere solo di carne ovina, preferibilmente di castrato, ovvero di montone sottoposto a castrazione e con età compresa tra i sei mesi ed i due anni oppure di femmina giovane che non abbia ancora partorito.
Nella Val Pescara sono comuni ad esempio anche gli "arrosticini di fetc" (fegato). In questo caso si alternano pezzi di fegato, preferibilmente ovino, a pezzi di grasso. Un'altra variante prevede l'aggiunta di una piccola fetta di cipolla e talvolta peperoni o alloro.
A livello commerciale è possibile reperire molti prodotti che utilizzano la denominazione di "arrosticino" nonostante siano utilizzate carni di suino, bovino, pollo o, molto raramente, coniglio.

## Preparazione
La preparazione consiste nel tagliare la carne in tocchetti e infilarli in spiedini (in dialetto detti «li cippe» oppure «li cippitill»). 
Gli arrosticini sono poi cotti alla brace, normalmente utilizzando un braciere dalla caratteristica forma allungata a canalina definito, in base al dialetto della zona, «fornacella», «furnacella», «rustillire», «canala» o «canalina». La forma della canalina garantisce la concentrazione di un'alta temperatura nella porzione di spiedino dove è posizionata la carne, lasciando invece a temperatura ambiente le due estremità dello spiedino, così da non bruciare gli spiedini ed evitare di scottare al contatto né la mano né la bocca del consumatore. Durante la cottura la carne sarà quindi semplicemente salata senza bisogno di altri condimenti. 

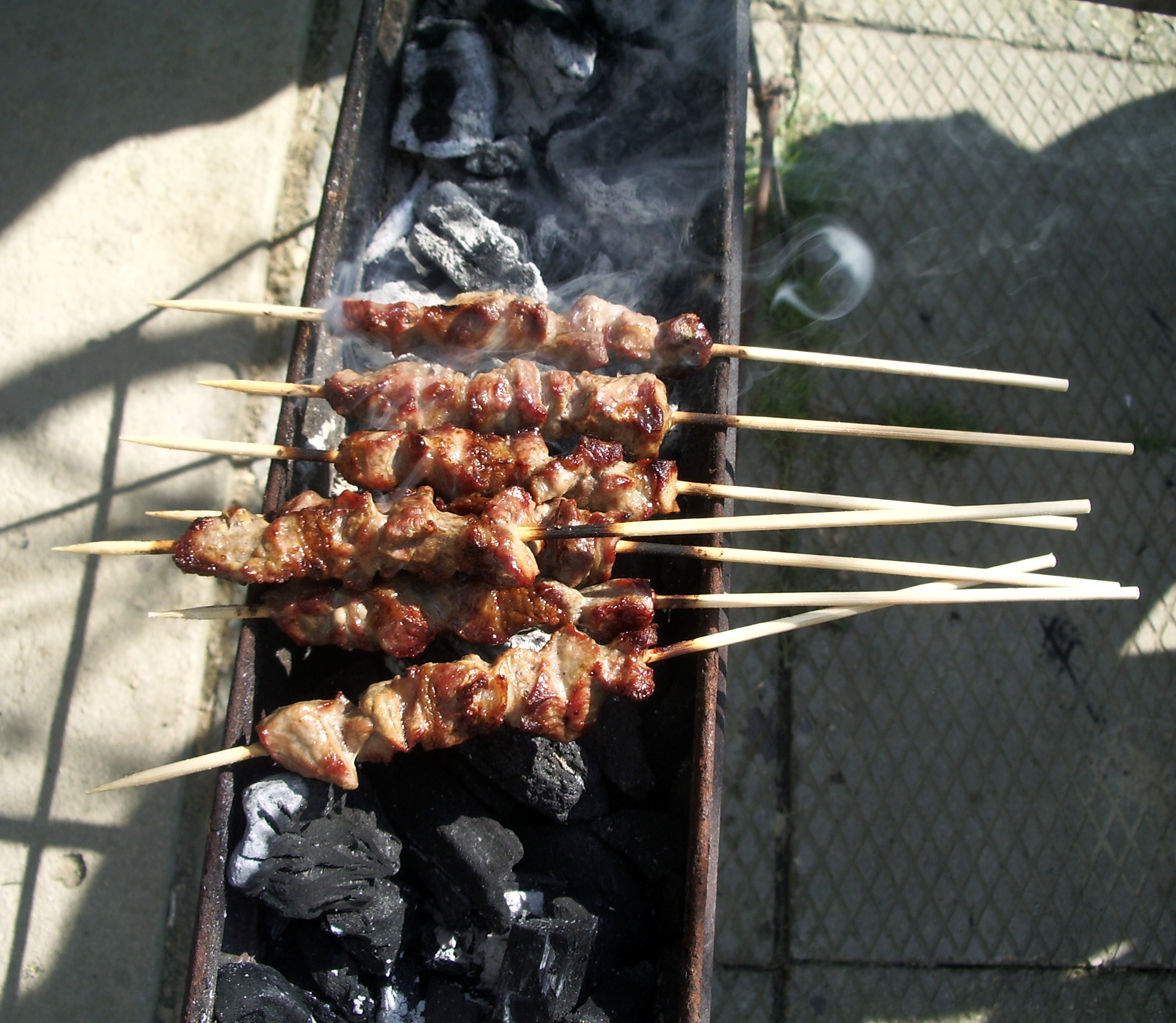
Arrosticini in cottura

Per la riuscita dell'arrosticino, molto dipende anche dalla cottura e dalla griglia utilizzata, dalla temperatura della brace, ma soprattutto dal costante controllo del cuoco. A seconda delle preferenze, gli arrosticini possono avere diversi gradi di cottura e salatura, purché si abbia cura di non seccare la carne. Sono disponibili anche fornacelle elettriche di piccolo e medio ingombro, tuttavia i risultati in termini di gusto e piacevolezza al palato non sono confrontabili con quelli ottenibili nella cottura alla brace.
Sono da evitare cotture al forno e in padella perché non garantiscono il mantenimento della morbidezza della carne unitamente alla rosolatura della sua superficie.

## Abbinamenti e modalità tradizionali di consumo

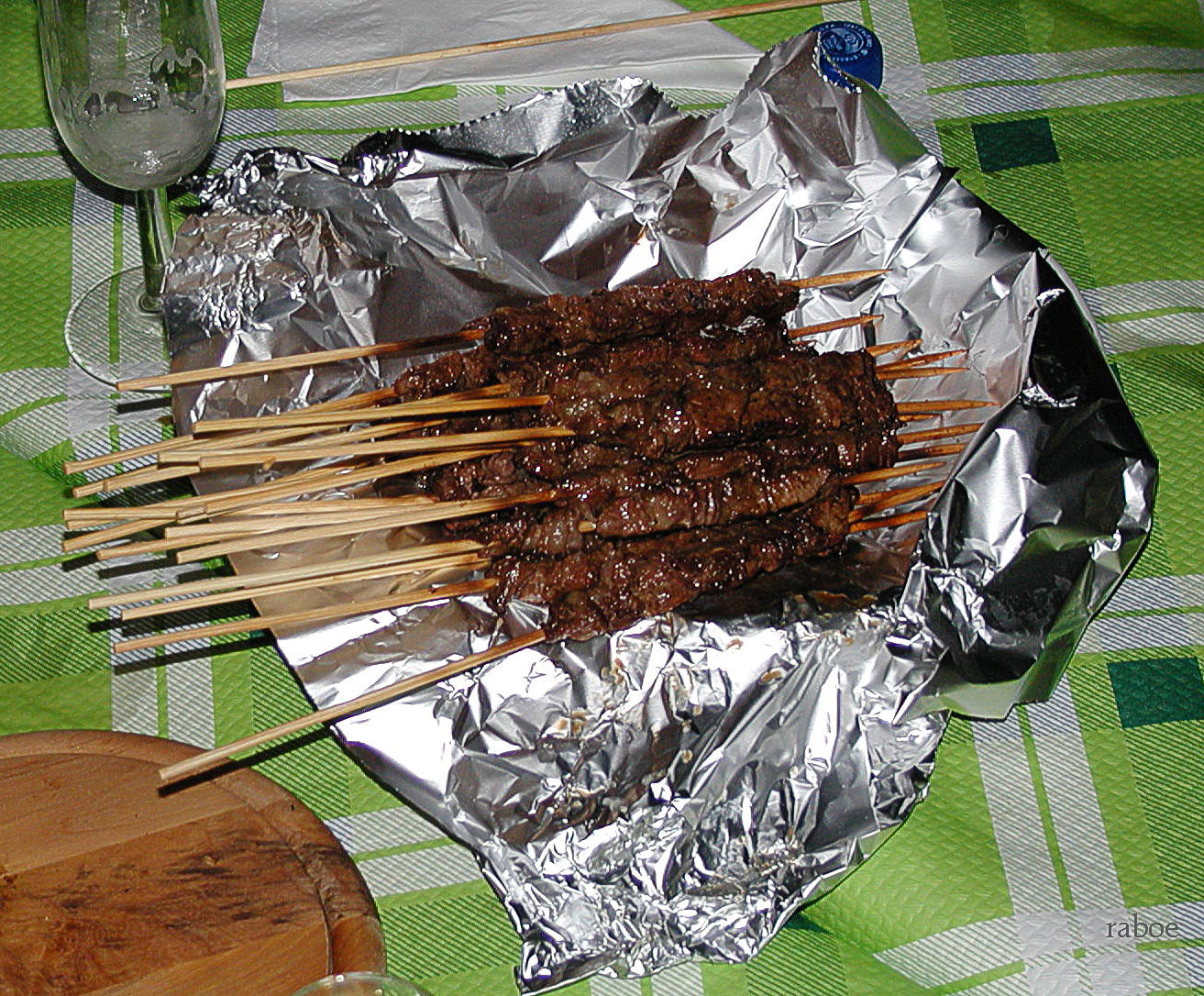
Arrosticini serviti

La quantità media adatta ad un adulto è di circa 15-20 unità, corrispondenti a circa 300-400 grammi di alimento nel caso dei prodotti da circa 20 grammi, tuttavia è pratica comune preparare gli arrosticini in quantità molto più elevate. Essi sono solitamente accompagnati da fette di pane casereccio cosparse di olio extravergine di oliva («pane 'onde»), spesso poste anch'esse sulla brace quando la temperatura risulta troppo elevata per una cottura adeguata della carne, e sono spesso abbinati a vini rossi tra cui classicamente quelli derivati dal vitigno Montepulciano, in particolare il Montepulciano d'Abruzzo.
Gli arrosticini possono essere preparati con relativa facilità all'aperto e sono pertanto spesso considerati cibo di strada. Sono consumati abitualmente sfilando uno ad uno i pezzetti di carne tenendoli stretti tra i denti e tirando verso l'esterno il legno dello spiedino.

## Tutela
Gli arrosticini sono inseriti nell'elenco dei Prodotti agroalimentari tradizionali italiani (P.A.T.) del Ministero delle politiche agricole alimentari e forestali. Nell'elenco del 2016 sono iscritti al n. 9 per la Regione Abruzzo.